# ISO 3166-2:MW
ISO 3166-2:MW è uno standard ISO che definisce i codici geografici delle suddivisioni del Malawi; è un sottogruppo dello standard ISO 3166-2.
I codici sono assegnati a due livelli di suddivisioni, le regioni e i distretti; sono formati da MW- (sigla ISO 3166-1 alpha-2 dello Stato), seguito da una o due lettere (rispettivamente per le regioni e i distretti).

## Codici

### Regioni
| Codice | Regione        |
| ------ | -------------- |
| MW-C   | Centrale       |
| MW-N   | Settentrionale |
| MW-S   | Meridionale    |

### Distretti
| Codice | Distretto  | Regione        |
| ------ | ---------- | -------------- |
| MW-BA  | Balaka     | Meridionale    |
| MW-BL  | Blantyre   | Meridionale    |
| MW-CK  | Chikwawa   | Meridionale    |
| MW-CR  | Chiradzulu | Meridionale    |
| MW-CT  | Chitipa    | Settentrionale |
| MW-DE  | Dedza      | Centrale       |
| MW-DO  | Dowa       | Centrale       |
| MW-KR  | Karonga    | Settentrionale |
| MW-KS  | Kasungu    | Centrale       |
| MW-LK  | Likoma     | Settentrionale |
| MW-LI  | Lilongwe   | Centrale       |
| MW-MH  | Machinga   | Meridionale    |
| MW-MG  | Mangochi   | Meridionale    |
| MW-MC  | Mchinji    | Centrale       |
| MW-MU  | Mulanje    | Meridionale    |
| MW-MW  | Mwanza     | Meridionale    |
| MW-MZ  | Mzimba     | Settentrionale |
| MW-NE  | Neno       | Meridionale    |
| MW-NB  | Nkhata Bay | Settentrionale |
| MW-NK  | Nkhotakota | Centrale       |
| MW-NS  | Nsanje     | Meridionale    |
| MW-NU  | Ntcheu     | Centrale       |
| MW-NI  | Ntchisi    | Centrale       |
| MW-PH  | Phalombe   | Meridionale    |
| MW-RU  | Rumphi     | Settentrionale |
| MW-SA  | Salima     | Centrale       |
| MW-TH  | Thyolo     | Meridionale    |
| MW-ZO  | Zomba      | Meridionale    |